# Sofia Karlsson
Sofia Karlsson, właśc. Johanna Sofia Blåsippa Karlsson (ur. 25 marca 1975 w Sztokholmie) – szwedzka artystka muzyczna, piosenkarka, kompozytorka, autorka tekstów i producentka.

## Życiorys
Sofia Karlsson ukończyła uczelnię muzyczną Kungliga Musikhögskolan i około 1998 roku stała się członkiem folkowego zespołu muzycznego Eter, natomiast w latach 1998–2002 była członkiem zespołu Groupa. W 2002 roku został wydany jej pierwszy solowy album Folk Songs.
Wydany w 2005 roku album Svarta ballader zawiera interpretacje wierszy szwedzkiego poety Dana Anderssona. Sofia Karlsson otrzymała liczne wyróżnienia za ten album, między innymi nagrodę Grammis.
W 2007 roku został wydany trzeci album Sofii Karlsson pod tytułem Visor från vinden, również nagrodzony nagrodą Grammis. Album zawiera interpretacje utworów wielu różnych kompozytorów i poetów, m.in. Pepsa Perssona, Larsa Forssella, Freda Åkerströma, i Everta Taube. Płyta w pierwszym tygodniu po premierze znalazła się na drugim miejscu listy najlepiej sprzedających się albumów w Szwecji. Po czwartym tygodniu od wydania zyskała status złotej płyty.
W marcu 2009 roku ukazał się kolejny album Sofii Karlsson zatytułowany Söder om kärleken, zawierający tym razem prawie wyłącznie własne kompozycje oraz teksty artystki. Płyta znalazła się na czwartym miejscu szwedzkiej listy albumów.
Również w 2009 roku Sofia Karlsson wydała mini-album Norr om Eden. W grudniu tego samego roku odebrała szwedzko-norweską nagrodę Prins Eugens Kulturpis.
W 2013 roku uczestniczyła w koncercie z okazji obchodów dnia świętej Łucji w Örebro. W październiku 2018 wystąpiła na ponownym otwarciu Nationalmuseum w Sztokholmie.
Mężem Sofii Karlsson jest francuski artysta cyrkowy i muzyk Benoît Fauchier (ur. 1986). W 2010 roku została matką.

## Styl muzyczny
Twórczość Sofii Karlsson inspirowana jest przede wszystkim szwedzką muzyką ludową. Wpływ na jej muzykę mieli m.in. Fred Åkerström, Cornelis Vreeswijk i Thorstein Bergman. Artystka występuje głównie na koncertach akustycznych, jednak odbywają się również koncerty z jej udziałem w towarzystwie orkiestry symfonicznej. Sofia Karlsson gra na gitarze, flecie, fisharmonii oraz skrzypcach.
Sofia Karlsson jest również producentką i posiada własną wytwórnię płytową Sally Wiola Sessions.

## Dyskografia[2]
- Folk Songs (2002)
- Svarta ballader (2005)
- Visor från vinden (2007)
- Söder om kärleken (2009)
- Norr om Eden (2009)
- Det allra bästa 1999-2009 (2009)
- Levande (2011)
- Regnet faller utan oss (2014)
- Good King Wenceslas (z Martinem Hederosem) (2014)
- Stjärnenätter – Sånger om julen (z Martinem Hederosem) (2015)
- Guitar Stories (z Mattiasem Pérezem i Danielem Ekiem) (2019)
- Sånger från broccolifäten (2022)[12]
- En sång till Selma (2025)[13]